# Acaena integerrima
Acaena integerrima är en rosväxtart som beskrevs av John Gillies. Acaena integerrima ingår i släktet taggpimpineller, och familjen rosväxter.

## Underarter
Arten delas in i följande underarter:
- A. i. latifrons
- A. i. oligantha